# Kuttnerova kaple
Kaple Nanebevzetí Panny Marie nazývaná Kuttnerova kaple se nalézá v lázeňském parku asi 0,6 km jihovýchodně od centra města Lázně Bohdaneč v okrese Pardubice nedaleko od silnice I/36 vedoucí do okresního města Pardubice. Okolo barokní kaple prochází modrá turistická značka vedoucí z Lázní Bohdaneč do Stéblové. Kaple je chráněna jako kulturní památka. Národní památkový ústav tuto kapli uvádí v katalogu památek pod rejstříkovým číslem ÚSKP 46627/6-2050.

## Historie
V blízkosti studánky u silnice do Pardubic stála kaplička zasvěcená Nanebevzetí Panny Marie, která byla zničena v roce 1794. Na začátku 19. století byla o něco níže postavena nová kaplička purkmistrem Janem Františkem Kuttnnerem (na vlastní náklady). Místo původní kaple je označeno kamenným křížem z roku 1819. V roce 2000 byla občany Lázně Bohdaneč kaplička opravena a vybavena sádrovou soškou Panny Marie.

## Popis
Kaplička je zděná drobná barokní stavba na půdorysu obdélníku zakončena zvonovitou prejzovou střechou. Stěny kaple člení průběžný omítaný sokl, má odsazené zaoblené rohy a lizénové orámování. Strop kapličky je zaklenut plackou.

## Galerie

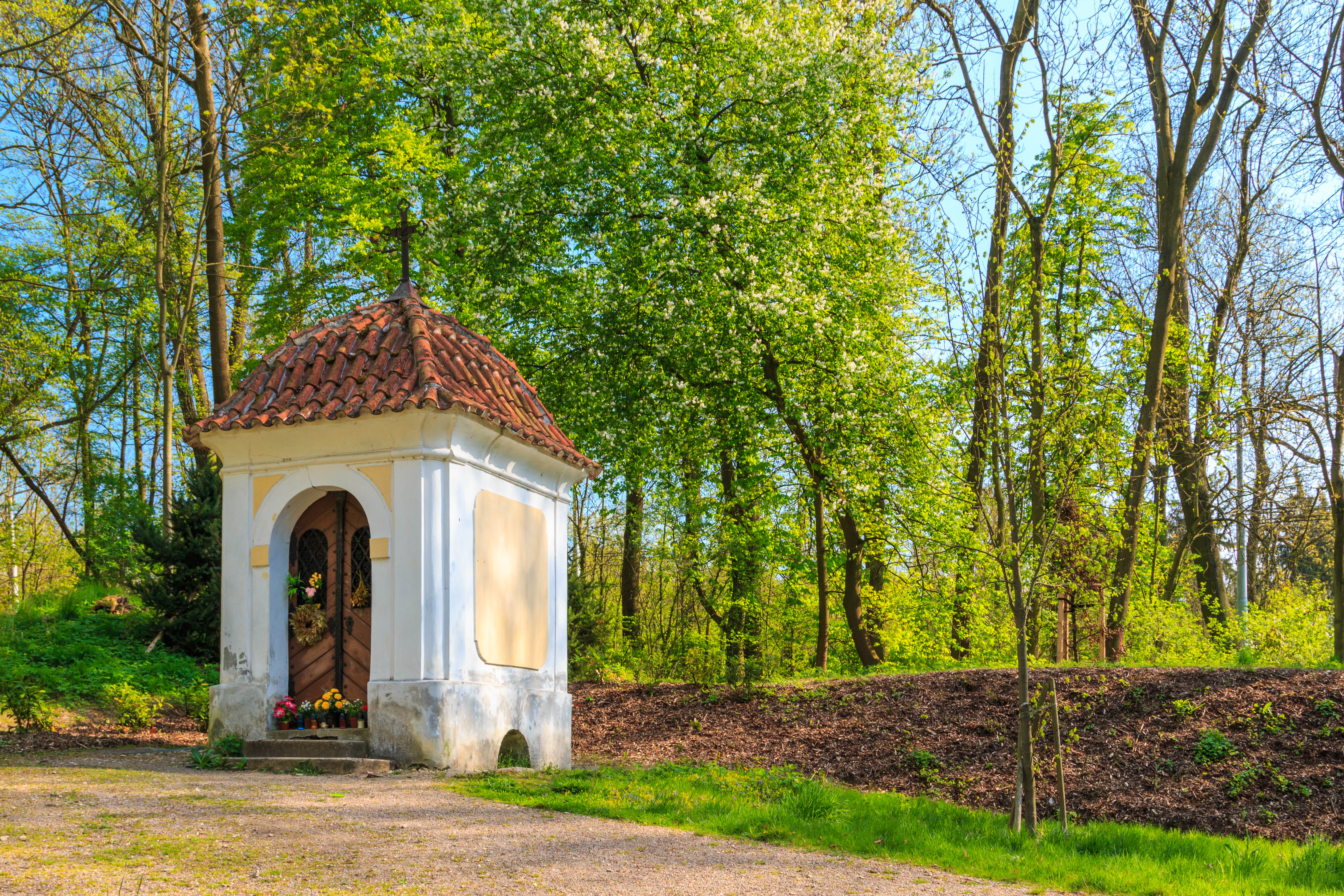
Kuttnerova kaplička v Lázních Bohdaneč
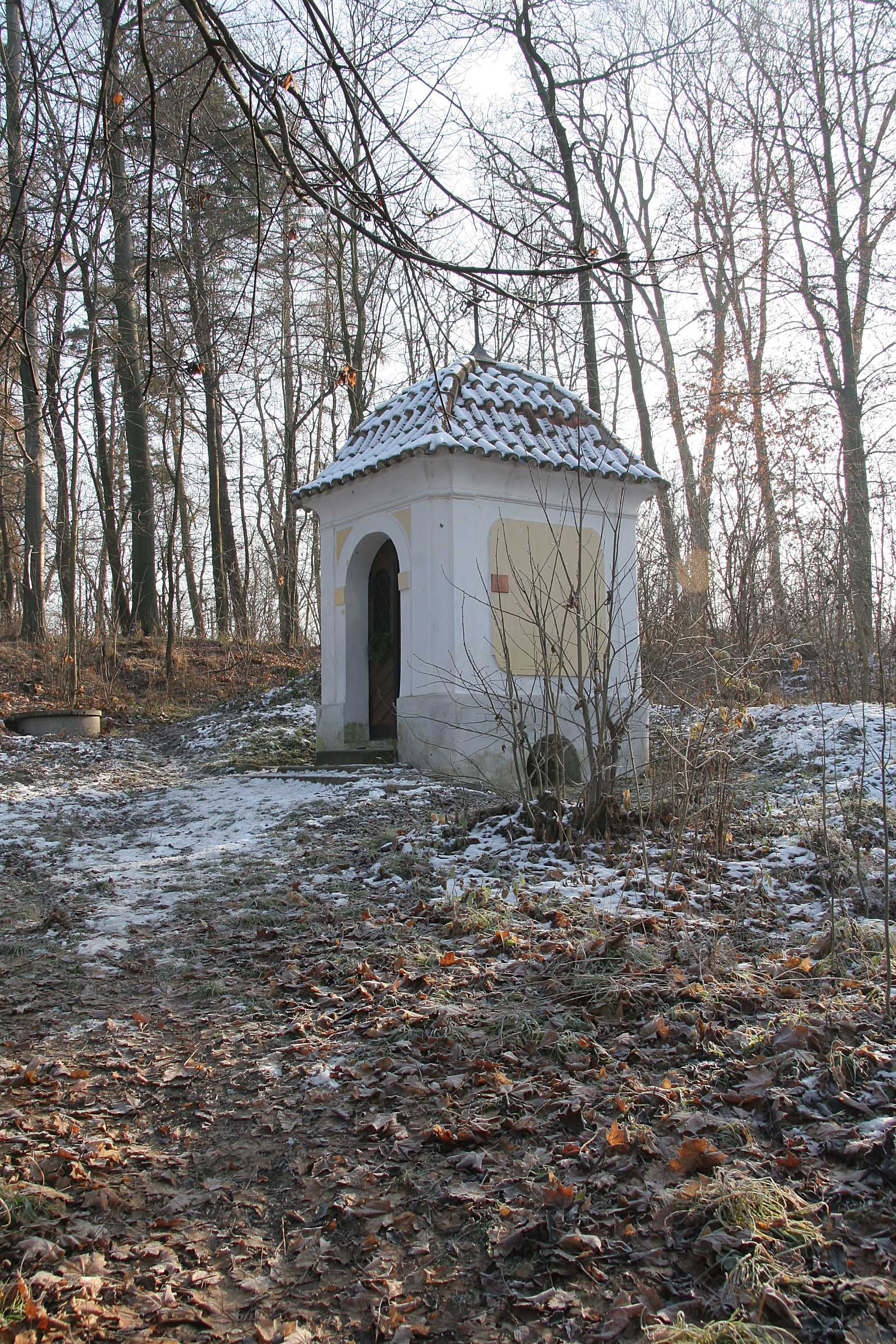
Kuttnerova kaplička v Lázních Bohdaneč